# Shepseskaf
Shepseskaf var den sjunde och sista faraonen under Egyptens fjärde dynasti i forntida Egypten som härskade omkring 2510-2500 f. Kr.
Shepseskafs gravmonument uppfördes söder om Sakkara i form av en väldig mastaba. Det är uppenbart att utvecklingen gick mot mer anspråkslösa gravar än de stora pyramiderna, kanske p.g.a. ekonomiska skäl eller minskning av kungamakten. Det är även möjligt att man ville lägga mer energi på att dyrka gudarna och bygga tempel, än så stora gravar som pyramider.

## Familj
Shepseskafs familjesituation är till stor del höljd i dunkel. På ett dekret finns belägg för att han lät färdigställa sin företrädare Menkauras pyramid och på grund av detta troligen var dennes son. Detta antagande är dock inte säkert eftersom färdigställandet av en avliden faraos grav inte var beroende av familjeband.
Shepseskafs mor är okänd och hans förbindelser till tre andra kvinnor är oklara. Chamaat, som bar titeln för en konungsdotter, var möjligen hans dotter, men lika troligt är att hennes far istället var Userkaf, den första härskaren under femte dynastin. Drottning Bunefer som begravdes i Giza var antingen Shepseskafs dotter eller gemål, det samma gäller för Chentikaus I.

## Regeringstid
Shepseskaf regerade endast i ett fåtal år, den exakta längden är dock osäker. Turinpapyrusen anger 4 år och 1 månad medan Manetho anger 7 år. Den högsta skatt- och kreaturs-avräkningen som funnits är den första, vilket tyder på en regeringslängd på omkring två år. Storleken på hans grav tyder på en regeringstid omkring 7-8 år.
Hans första regeringsår finns delvis bevarat på Palermostenen. Den visar att han besteg tronen den 25:e Peret IV enligt den egyptiska kalendern. På fragmentet berättas om "tronbestigelseceremonin för de båda länderna". Med säkerhet nämns hans grav som Qebeh Shepseskaf.
Övergången till femte dynastin efter hans död är fortfarande till stor del oklar och innan Userkaf besteg tronen, finns ett par år höljda i dunkel. Det finns ett antal teorier om vad som kan ha hänt:
- Drottning Chentikaus I härskade som förmyndare till deras son(?) Djedefptah under namnet Thamphthis.
- Thamphthis var en usurpator som kom till makten för att snabbt avsättas.
- Djedefptah besteg tronen men blev inte långvarig av något skäl, och var identisk med Thamphthis. Dock finns Djedefptah inte omnämnd i något samtida fynd eller gravar.

Dessa teorier är dock endast spekulation. På grund av att de få fynden är det mycket svårt att fastställa vad som verkligen hände.

## Titulatur
1. ↑  Alan H. Gardiner: The royal canon of Turin. Bildtavla 2
2. ↑  Regerade enligt Africanus i 7 år.